# 160000 Lemmon
160000 Lemmon è un asteroide della fascia principale. Scoperto nel 2006, presenta un'orbita caratterizzata da un semiasse maggiore pari a 3,0700862 au e da un'eccentricità di 0,1168419, inclinata di 8,86234° rispetto all'eclittica.